# ميركل هيكارو
ميركل هيكارو (باليابانية: ミラクルひかる) هي مصففة الشعر يابانية، ولدت في 9 أبريل 1980 في تويوكا في اليابان.